# Lina Schneider

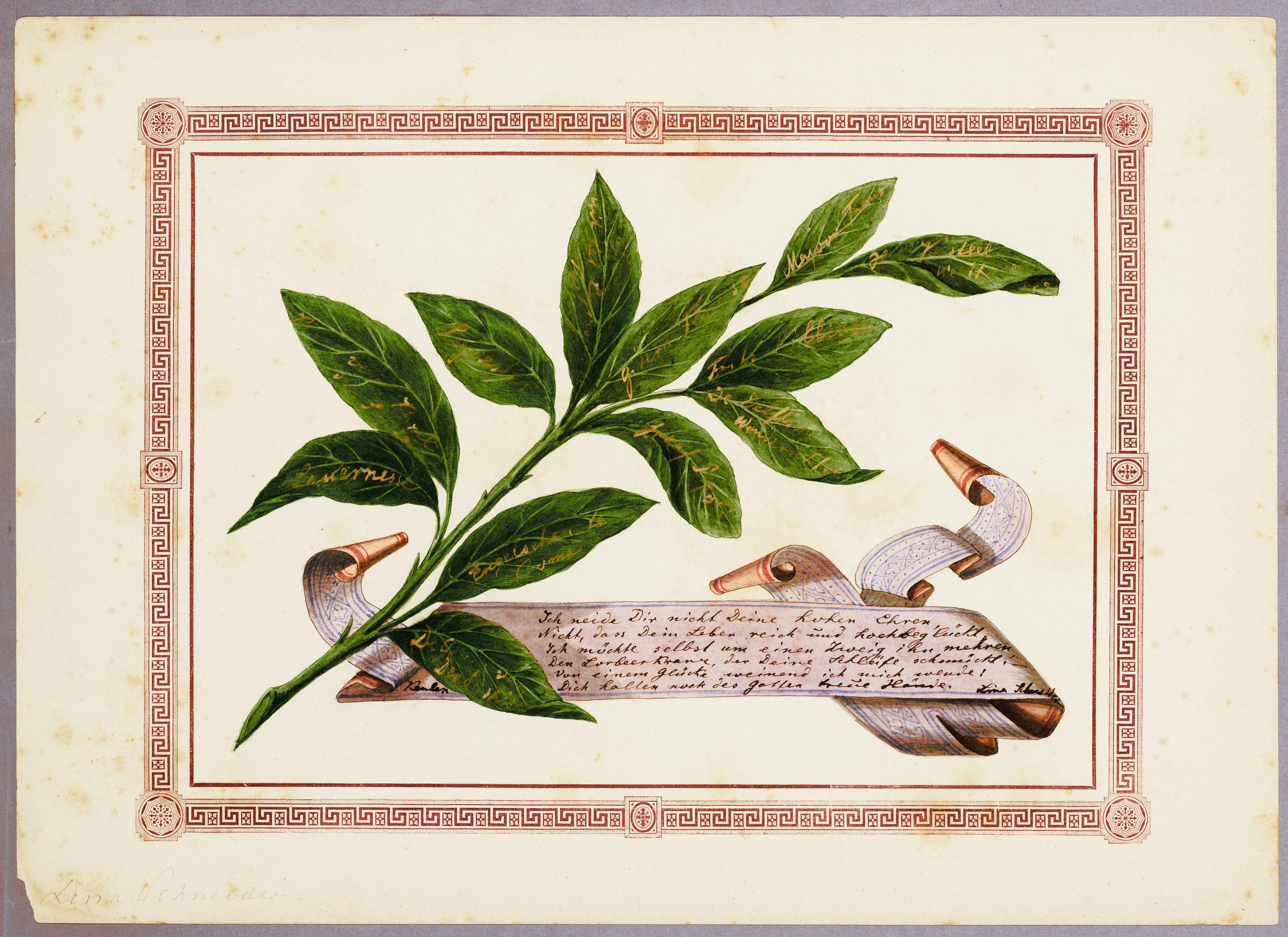
Bijdrage van Schneider aan het Album van Mevrouw Bosboom-Toussaint (1882)

Lina Schneider, geb. Weller, (Weimar, 15 januari 1831 – Keulen, 1 september 1909) was een Duits auteur, letterkundige en docent.

## Leven en werk
Lina Weller was een dochter van ambtenaar Christian Gottlieb Weller en Henriette Buchner. Ze kreeg aanvankelijk thuis onderwijs en muzieklessen, met haar drie jongere broers en zussen. Later bezocht ze een evangelisch-protestantse school, waar ze geïnspireerd werd tot het schrijven van essays. Ze behaalde in 1849 een diploma waarmee zij bevoegd was directrice te worden van een school voor kinderen uit de hogere standen. In 1852 trouwde ze met de tenor en muziekleraar Carl Schneider. Doordat hij werkte voor verscheidene schouwburgen, verhuisden zij een aantal keren. In 1862 verhuisde het gezin naar Rotterdam. 
Lina Schneider behaalde in 1869 de onderwijsakten voor Nederlands en natuurkunde, waardoor zij les kon geven aan een hbs. Ze gaf lezingen over Duitse en Nederlandse literatuur en zette zich in om de Nederlandse literatuur in Duitsland bekend te maken. Ze onderhield contacten met onder anderen Joseph Alberdingk Thijm, Nicolaas Beets en Willem Jonckbloet. In 1872 werd Schneider benoemd tot erelid van de Maatschappij der Nederlandse Letterkunde, een jaar later ontving ze de grote gouden Medaille van Verdienste van de Nederlandse regering voor haar verdiensten voor de Nederlandse literatuur. Inmiddels was het gezin naar Keulen verhuisd, waar Carl Schneider was aangesteld als professor aan het conservatorium. Ze ging er zelf les geven in declamatie en literatuurgeschiedenis. Met steun van de Pruisische kroonprins richtte Lina Schneider het Victoria Lyceum op, waarvan ze directrice werd. Carl Schneider overleed begin 1882. Na het overlijden van haar echtgenoot woonde ze nog een aantal jaren in Amsterdam, maar keerde weer terug naar Keulen. In 1892 ontving ze de gouden medaille van verdienste van groothertog Karel Alexander van Saksen-Weimar-Eisenach.
Lina Schneider werd in haar literaire ambities niet gesteund door haar man. Hij gaf haar uiteindelijk toestemming te publiceren, maar dan onder het pseudoniem Wilhelm Berg. Ze liet het pseudoniem later vallen, toen een ander werk onder dezelfde naam uitgaf "waarvan een Duitse vrouw niet gaarne als auteur zou willen bekend zijn". Ze verzorgde diverse vertalingen. Onder eigen naam publiceerde ze onder meer Frauengestalten der griechischen Sage und Dichtung (1879) en het werk Geschichte der niederländischen Litteratur (1887).
Lina Schneider overleed op 78-jarige leeftijd.

## Enkele werken
- Frauengestalten der griechischen Sage und Dichtung. Fernau, Leipzig 1879.
- Geschichte der niederländischen Litteratur. Mit Benutzung der hinterlassenen Arbeit von Ferdinand von Hellwald. Friedrich, Leipzig 1887.
- Großmutter-Lieder. Erlebtes und Mitempfundenes. Allgemeine Verlags-Gesellschaft, München 1903.

Vertalingen (als Wilhelm Berg)
- Aus dem indischen Leben, van W.R. van Hoëvell. Leipzig: Denicke, 1868.
- Beatrijs. Eine Legende aus dem 14. Jahrhundert. Den Haag: Nijhoff, 1870.
- Geschichte der niederländischen Litteratur, van W.J.A. Jonckbloet. 2 banden. Leipzig: Vogel, 1870–1872.
- Akbar. Ein indischer Roman, van P.A.S. van Limburg Brouwer. Leipzig: Killinger, 1877.

Vertalingen (als Lina Schneider)
- Jephtha. Trauerspiel, van Joost van den Vondel, uitgevoerd door het Kölner Stadttheater op 17 november 1887.
- Das Weib von Samaria. Ein biblisches Drama in drei Bildern von Edmond Rostand. Keulen: Deubner, 1899.
- Spinoza und sein Kreis. Historisch-kritische Studien über holländische Freigeister, van K. O. Meinsma. Berlijn: Schnabel, 1909.

- Biografisch Portaal: 41964640
- Gemeinsame Normdatei: 116129859
- International Standard Name Identifier: 0000 0001 2080 5314
- Library of Congress Control Number: nb98032105
- Nationale Bibliotheek van Tsjechië: xx0035296
- Nationale Bibliotheek van Israël: 987007494082405171
- Nederlandse Thesaurus van Auteursnamen: 315485752
- Réseau des bibliothèques de Suisse occidentale: 02-A011657015
- Système universitaire de documentation: 11042249X
- Virtual International Authority File: 42581455
- WorldCat: E39PBJhRJYP6TVpHCHgvdCR3Qq